# Robinson Stewart
Robinson David Stewart (geb. 29. Mai 1972) ist ein ehemaliger eswatinischer Leichtathlet, der sich auf den Sprint spezialisiert hat.
Er trat bei dem 100 m-Wettkämpfen bei den Olympischen Spielen 1992 in Barcelona an. Er lief 11,20 s, nicht genug für die weiteren Runden. Seine persönliche Bestleistung erzielte er 1993 mit 10,60 s. Auch im 200-m-Wettbewerb schied er im Vorlauf aus. Er lief eine Zeit von 21,97 s.